# Maloricenske, Alușta
Maloricenske (în ucraineană Малоріченське) este localitatea de reședință a comunei Maloricenske din orașul regional Alușta, Republica Autonomă Crimeea, Ucraina.

## Demografie
Componența lingvistică a localității Maloricenske
     Rusă (85,45%)
     Ucraineană (7,83%)
     Tătară crimeeană (6,39%)
     Alte limbi (0,08%)
Conform recensământului din 2001, majoritatea populației localității Maloricenske era vorbitoare de rusă (85,45%), existând în minoritate și vorbitori de ucraineană (7,83%) și tătară crimeeană (6,39%).

## Note

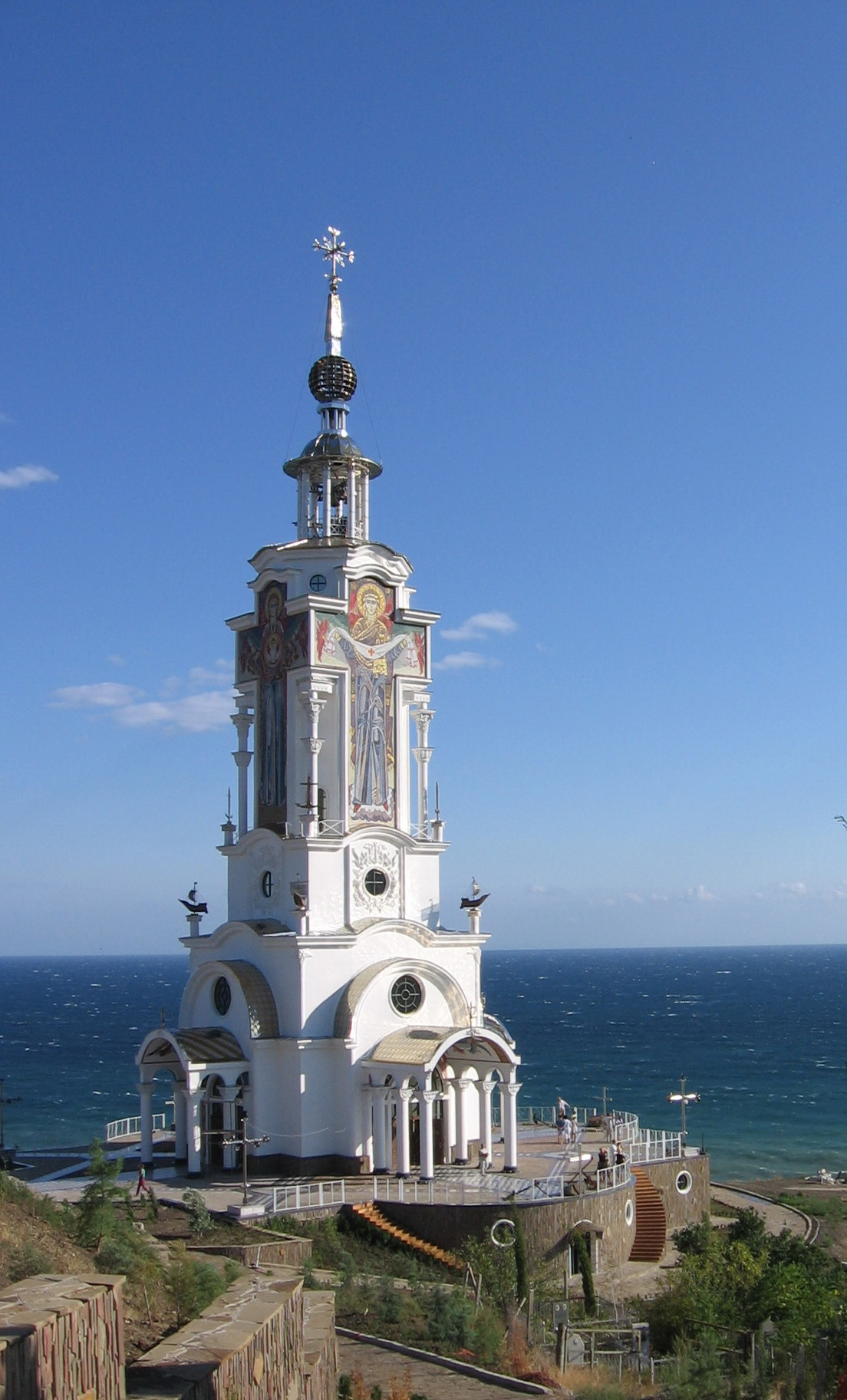
Templul-far de Nicolae Miracolul din Malorechenskoye și Muzeul Dezastrelor de Apă